# フランチェスコ・ヴェッリ
フランチェスコ・ヴェッリ（Francesco Verri、1885年6月11日 - 1945年6月8日）は、イタリア、マントヴァ出身の自転車競技選手。
1906年のオリンピック中間大会で3つの金メダルを獲得した。五輪終了後、プロに転向した。

## 主な戦績
1905年    
- イタリア選手権・スプリント（アマ） 優勝

1906  
- オリンピック中間大会
  - 333mタイムトライアル 優勝
  - 5km 優勝
  - スプリント 優勝
- 世界選手権・アマスプリント 優勝
- グランプリ・ド・パリ アマ 優勝
- イタリア選手権・スプリント 優勝

1907   
- イタリア選手権・スプリント 優勝

1908    
- イタリア選手権・スプリント 優勝

1909   
- イタリア選手権・スプリント 優勝

1910    
- イタリア選手権・スプリント 優勝

1911    
- イタリア選手権・スプリント 優勝

1915    
- シカゴ6日間レース 優勝(オスカル・エッグ)
- バッファロー6日間レース 優勝(レジナルド・マクナマラ)

1917    
- シカゴ6日間レース 優勝(レジナルド・マクナマラ)

1920    
- イタリア選手権・スプリント 優勝

1921    
- イタリア選手権・スプリント 優勝